# Stephanie Seymour
Stephanie Michelle Seymour (ur. 23 lipca 1968 w San Diego) – amerykańska modelka i aktorka. 
Pozowała wielu wybitnym magazynom mody oraz projektantom, została również sfotografowana przez kilku słynnych fotografów m.in. Herba Rittsa, Richarda Avedona, Gilles’a Bensimona i Mario Testino.

## Kariera
Urodziła się w San Diego w Kalifornii, jako drugie dziecko sprzedawcy domów i fryzjerki. Rozpoczęła karierę modelki w wieku 14 lat w 1982, pracując początkowo dla lokalnych gazet oraz domów towarowych w rodzinnym San Diego. W 1983 dostała się do konkursu Elite Model Management Look of the Year organizowanego przez agencję Elite. Choć nie przeszła do finału, po konkursie Elite Model Look wzbudziła zainteresowanie innej agencji modelek - podpisała kontrakt z oddziałami IMG w Nowym Jorku i Londynie. To otworzyło przed nią nowe możliwości. Szybko zaczęła licznie pojawiać się w wydaniach Sports Illustrated Swimsuit Issue. 
Przełomem w jej karierze było pojawienie się na okładce brytyjskiego „Vogue’a” w 1988. W tym samym roku prezentowała bieliznę Victoria’s Secret do katalogów wysyłkowych i sklepów detalicznych. W marcu 1991 i w lutym 1993 pozowała dla „Playboya”. Przełom lat 80. i 90. to kolejne kontrakty i pokazy mody w: Nowym Jorku, Londynie, Mediolanie, Paryżu oraz Sydney. Najczęściej współpracowała z domami mody: Chanell, Versace, Valentino, Dolce & Gabbana i Helmut Lang. W latach 90. pojawiała się na okładkach międzynarodowych wydań czasopism, takich jak: Cosmopolitan, Elle, Vogue, Harper’s Bazaar, i Marie Claire.
W 1998 napisała książkę Stephanie Seymour's Beauty Secrets for Dummies. W 2000 została umieszczona na 91. miejscu w rankingu 100 najseksowniejszych kobiet 2000, sporządzonego przez północnoamerykańskiego „For Him Magazine”. W 2006 pojawiła się w kampanii Gap Inc. ze swoimi dziećmi.
Salvatore Ferragamo stworzył kampanię do swojej jesienno-zimowej 2007/2008 kolekcji, zatrudniając Seymour i Claudię Schiffer, które sfotografował we Włoszech Mario Testino. Na promocyjnych zdjęciach supermodelki wcieliły się w gwiazdy filmowe, chronione przez ochroniarzy i napadane przez paparazzi.
Obecnie sporadycznie pojawia się na wybiegu.

## Życie osobiste
Gdy miała 16 lat, zaczęła spotykać się z Johnem Casablancasem, szefem Elite Model Management, żonatym z modelką Jeanette Christjansen. Para mieszkała razem, dopóki Stephanie z nim nie zerwała.
Od 1989 do 1990 była żoną gitarzysty Tommy’ego Andrewsa, z którym ma syna Dylana Thomasa (ur. 1991). Po rozwodzie Seymour spotykała się z aktorem Warrenem Beattym.
W połowie 1991 związała się z Axlem Rose'em – wokalistą Guns N’ Roses. Wystąpiła w trzech teledyskach Guns N’ Roses: „Don’t Cry”, „Estranged” oraz „November Rain”. Stephanie i Axl planowali ślub, który był wielokrotnie odkładany. Para zerwała ze sobą w lutym 1993, po tym, jak Rose oskarżył Stephanie o niewierność. Rzecznik aktora Charliego Sheena potwierdził plotki na temat romansu pomiędzy Seymour a jego klientem. W sierpniu 1993 Rose pozwał Seymour za napaść na niego podczas wigilii 1992, psychiczne oraz fizyczne znęcanie, a także odmowę oddania wartej 100 tys. biżuterii. Twierdził, że byli oni zaręczeni. Z kolei Stephanie oskarżyła go o napaść i zaprzeczyła, jakoby kiedykolwiek byli zaręczeni.
Krótko po zerwaniu z Axlem Rose’em zaczęła spotykać się z Peterem Brantem (publicystą, sprzedawcą nieruchomości i kolekcjonerem sztuki). W grudniu 1993 urodziła ich pierwsze dziecko, syna Petera II. Seymour i Brant pobrali się w lipcu 1995 w Paryżu. W 1997 urodziła ich drugiego syna Harry’ego (zm. 2021), natomiast w 2004 trzecie dziecko, córkę Lily Margaret. W marcu 2009 Stephanie wniosła pozew o rozwód po niemal 14 latach małżeństwa, ale rok później para się pogodziła.

## Filmografia

### Film
- 2000: Pollock jako Helen Frankenthaler

### Telewizja
- 2002: Prawo i porządek: Zbrodniczy zamiar jako Sara Lindstrom (epizod „Crazy”)